# مسابقة الأغنية الأوروبية 1975
كانت مسابقة الأغنية الأوروبية عام 1975 هي النسخة العشرين من مسابقة الأغنية الأوروبية السنوية . أقيمت في ستوكهولم ، السويد ، بعد فوز آبا في مسابقة 1974 في برايتون ، المملكة المتحدة بأغنية " Waterloo ". كانت هذه هي المرة الأولى التي تقام فيها المسابقة في السويد. أقيمت المسابقة في المعرض الدولي بستوكهولم يوم السبت 22 مارس 1975 واستضافتها المخرجة التلفزيونية السويدية كارين فالك .
وشاركت تسع عشرة دولة في المسابقة ، محطمة بذلك الرقم القياسي السابق البالغ ثمانية عشر ، والذي تم تعيينه لأول مرة في نسخة عام 1965 . عادت فرنسا ومالطا بعد غيابهما لمدة عام وعامين على التوالي. ظهرت تركيا لأول مرة ، في حين قررت اليونان عدم المشاركة بعد ترسيمها في العام السابق.
وفازت هولندا في المسابقة بأغنية " Ding-a-dong " ، التي يؤديها Teach-In ، والتي كتبها Will Luikinga و Eddy Ouwens ، وألحان ديك باكر. لن تفوز البلاد مرة أخرى حتى عام 2019 .